# Remitente de video
Un remitente de video/vídeo (también conocido como DigiSender, remitente de video inalámbricos, remitente AV o remitente de audio-video) es un dispositivo para transmitir señales domésticas de audio y video sin hilos de una ubicación a otra. Se utiliza más comúnmente para enviar la salida de un dispositivo fuente, como por ejemplo un descodificador de televisión por satélite, a un televisor de otra parte de la propiedad y proporciona una alternativa a las instalaciones por cable.
Existe una amplia gama de tecnologías de envío de video, incluyendo inalámbricos (señal analógica) (radiofónico), digital inalámbrico (espectro extendido, Wi-Fi, ultra banda ancha) y digital wired (comunicación de línea de alimentación) También existen otras tecnologías, menos habituales, como las que utilizan las redes Ethernet existentes.

## Visión general
Las aplicaciones típicas de remitentes de video incluyen la transmisión de señales de audio y video de televisión desde un salón a un dormitorio o desde una cámara de circuito cerrado de televisión a una pantalla, además de aparatos de interconexión con requisitos de audio, video e IP (del inglés, Protocolo de Internet).
La mayoría de los sistemas emisores de video constarán de tres componentes separados; un transmisor, un auricular y un relé de control remoto (también conocido como ojo mágico o IR blaster). El emisor es responsable de transmitir o emitir un dispositivo de audio-video conectado, mientras que el receptor emite una señal de audio-video a un televisor conectado. El relé del control remoto permite que los mandos de infrarrojos hagan funcionar a distancia el equipo desde el cual se transmite la salida.
Los estándares de conectividad han cambiado en el mercado de la televisión y el audio-video, también lo han hecho en el mercado de los emisores de video, con modelos anteriores que normalmente contienen video SCART y/o compuestos de video y los modelos más nuevos que presentan HDMI como medio clave de conexión al equipamiento anfitrión.

## Analógico inalámbrico
Los emisores de video analógicos tienen como ventaja bajos costes de fabricación, puesto que las señales de audio y video se modulan simplemente en un portador a 2,4 GHz o 5,8 GHz. Aun así, tienen el efecto adverso de provocar un ancho de banda reducido a las redes Wi-Fi locales y, en algunos casos, las redes Wi-Fi pueden causar interferencias de imágenes a la señal del remitente de video. Podéis encontrar más información en el artículo sobre interferencias electromagnéticas a 2,4 GHz. Para evitarlo, algunos emisores de video ahora utilizan una tecnología de espectro amplio y pueden coexistir con redes inalámbricas y compartir la anchura de banda disponible.
Normalmente hay cuatro canales de transmisión: FM, A, B, C & D, con audio estéreo a 6.0 MHz y 6,5 Se han añadido subportadores de MHz FM a la banda baso de video compuesto. Estos diferentes canales a menudo se pueden utilizar para superar los efectos adversos de las redes Wi-Fi próximas.
El canal de control remoto inverso se suele fijar a 433,92 MHz, utilizando cualquier modulación que se haga a la "portadora" remota IR de 34 kHz a 45 kHz. Los esquemas ASK / OOK como RC5 y RC6 funcionan mejor a través del enlace RF, puesto que el receptor utiliza un cortador de datos y un AGC diseñado por ASK / OOK con codificación Manchester.
Los emisores de video inalámbricos analógicos pueden lograr distancias operativas típicas de hasta 60 metros (línea de visión clara) con resolución de video de calidad DVD (720x576), resolución de video y audio estéreo.

## Digital inalámbrico
Los emisores de video digitales se están convirtiendo rápidamente en la solución más popular y combinan el uso de un sistema con chip (utilizado para la codificación / descodificación de audio y video) con un medio para transmitir la señal, como por ejemplo el espectro extendido, el Wi-Fi y la banda ultra ancha.
Los primeros modelos de remitente de video digital normalmente se transmiten en calidad de DVD, pero los modelos más recientes son capaces de conseguir resoluciones de alta definición de 720p y 1080p .

### Espectro extendido
Las técnicas de espectro extendido son métodos mediante los cuales una señal se extiende deliberadamente al dominio de la frecuencia, dando lugar a una señal con un ancho de banda más amplio. Dentro del mercado de los emisores de video, estas técnicas permiten transmitir una señal inalámbrica con muchas menos posibilidades de interferencia de las redes Wi-Fi locales y hacia ellas.
No es extraño que varias redes Wi-Fi estén dentro del alcance de un hogar típico y, por lo tanto, los remitentes de video basados en espectro amplio suelen ser la mejor solución para transmitir señales de audio y video en este entorno inalámbrico lleno de gente.
Algunos fabricantes utilizan técnicas propietarias de espectro extendido que permiten un rango operativo típico de hasta 80 metros al edificio. Mediante el uso de antenas montadas externamente, se han conseguido rangos operativos superiores a los 2.000 metros (línea de visión clara) y varios modelos de este tipo se venden con la marca Digi-Sender.

### Wi-Fi
Los emisores de video que funcionan en redes Wi-Fi existentes se han desarrollado recientemente y proporcionan otro método libre de interferencias para transmitir audio y video. La anchura de banda a la red Wi-Fi se compartirá entre el remitente de video y todos los otros dispositivos conectados, cosa que puede causar problemas cuando se utiliza con tecnologías de red antiguas, pero esto no es un problema con las tecnologías 802.11n y 802.11ac más recientes, puesto que el ancho de banda disponible es alto. Debido al hecho que funcionan en la red Wi-Fi local, su alcance es limitado, a pesar de que los remitentes de video basados en Wi-Fi también permiten incluir otras tecnologías interesantes. Éstas incluyen tecnologías que permiten la réplica de pantalla de dispositivos móviles, como Miracast y Airplay, así como funciones de transmisión de medios de comunicación como DLNA .

### Banda ultra ancha
La banda ultra ancha es una tecnología para transmitir información repartida en un grande ancho de banda (> 500 MHz) y se utiliza generalmente para aplicaciones de corto alcance (normalmente 10 metros o menos) donde se requiere un enlace simple desde el dispositivo fuente a un monitor o televisor. Como tal, generalmente no es adecuado para aplicaciones de remitente de video que requirieran enviar una señal a otra sala.

## Con cable digital
Actualmente existen varias tecnologías de remitente de video, como por ejemplo la comunicación de línea eléctrica y HDBaseT que hacen uso de las redes existentes, proporcionando una solución remitente de video por cable para distribuir la conectividad de audio, video e Internet a casa.

### Comunicación por línea eléctrica
Los emisores de video que usan la comunicación de línea eléctrica hacen uso de los circuitos existentes de  energía eléctrica para enviar las señales de audio y video. Esto proporciona ventajas similares a un remitente de video inalámbrico, es decir, no hay ningún cableado adicional, así como la posibilidad de transmitir en resoluciones de alta definición .

### HDBaseT
En 2010 se lanzó un nuevo estándar para aplicaciones cableadas denominado HDBaseT, una tecnología de conectividad comercial y electrónica de consumo (CE) para la transmisión de video de alta definición (HD) sin comprimir el audio, la alimentación, las redes domésticas, el Ethernet, el USB y algunas señales de control, mediante un cable de categoría común ( Cat5e o superior) con un conector estándar ( RJ45 ).

## Legalidad
Hay varios problemas relacionados con la legalidad de los emisores de video. La primera es la forma en que se transmite la señal y la segunda se refiere al contenido de derechos de autor del material que se transmite, como por ejemplo el DVD y los programas de TV .

### Transmitiendo por radio en casa
La transmisión de señales inalámbricas requiere que el producto se pruebe según los estándares pertinentes para la exención de licencias inalámbricas, generalmente estos productos se limitan a 100 mW (10 mW al Reino Unido) y para los modelos de mayor potencia, que se utilizan generalmente a la industria de la radiodifusión, hace falta una licencia. Si la emisión se hace a través de LAN o mediante tecnologías IP similares, como por ejemplo Internet, el uso de la tecnología de transmisión no requiere de una licencia. El regulador es la Federal Communications Commission (FCC) de los Estados Unidos, responsable del uso eficiente de la anchura de banda de radio.

### Material del programa con derechos de autor
Es posible que un subscriptor quiera distribuir señal de TV a otros televisores de la casa y siempre que el propietario tenga una licencia de TV, no hay límite de número de televisores que puedan mostrar la misma señal. La manera en qué el subscriptor elige distribuir sus señales de televisión a casa suya cambia constantemente. Con un número creciente de pantallas de televisión en casa y con la necesidad de tener una mayor resolución, las opciones continúan creciendo. Se permite a los usuarios distribuir material de derechos de autor siempre que el subscriptor o la propiedad de los subscriptores lo visualice. En general, la transmisión de material con derechos de autor (que se aplica a casi todos los canales de emisión) para la visualización de los miembros del público es ilegal. Ha habido varios casos de pruebas en que la retransmisión de canales de suscripción y los canales fuera de aire a subscriptores o públicamente se han declarado ilegales.

### Aplicación
Las agencias responsables de la aplicación de los equipos de telegrafía inalámbricas son las siguientes:
Reino Unido https://www.ofcom.org.uk/spectrum
EE. UU. La Federal Communications Commission (FCC) regula las comunicaciones interestatales e internacionales por radio, televisión, satélite y cable. www.fcc.gov/
Alemania BUNDESNETZAGENTUR http://www.bundesnetzagentur.de/
- Datos: Q4110619